# Gares & Connexions
SNCF Gares & Connexions è una filiale di SNCF, responsabile della gestione e dello sviluppo delle stazioni passeggeri sulla rete ferroviaria nazionale francese. L'azienda genera più di 1,208 miliardi di euro di fatturato nel 2014, di cui 170 milioni di euro di affitti, cifra che dovrebbe raddoppiare entro il 2023 grazie alla sua crescente attività commerciale nelle stazioni, già presente in più di 400 città francesi.
Annessa a SNCF Mobilités, Gares & Connexions sarà trasferita a SNCF Réseau nel gennaio 2020.
L'attività dell'azienda comprende anche il rinnovamento e lo sviluppo di 3.029 stazioni della rete ferroviaria francese, fornendo servizi normativi essenziali (sicurezza, informazione, accessibilità, pulizia e comfort).
SNCF Gares & Connexions raggruppa 2 filiali: SNCF Retail & Connexions (ex A2C) per la gestione del settore commerciale e AREP, un ufficio internazionale di design. La sua sede centrale si trova nel 13º arrondissement di Parigi, nelle ex fabbriche Panhard.

## Storia
In risposta alle conclusioni del rapporto Keller (che sottolinea la necessità di investire in stazioni più aperte alla città e multimodali) commissionato dal primo ministro francese François Fillon, il 7 aprile 2009 il gruppo SNCF ha creato una nuova entità per la gestione delle stazioni passeggeri. Nell'ambito della riforma ferroviaria adottata nel 2014 ed entrata in vigore il 1º gennaio 2015, la filiale SNCF Gares & Connexions fa ora parte di SNCF Mobilités.
La gestione di questa nuova filiale è stata affidata a Sophie Boissard fino a giugno 2012. È stata sostituita da Rachel Picard, ex amministratore delegato di Voyages-sncf.com, a partire dal 7 giugno 2012.
Il 1º ottobre 2014, Guillaume Pepy, presidente della SNCF, ha nominato Patrick Ropert, direttore di Gares & Connexions. Nel 1995, Patrick Ropert ha iniziato a lavorare per SNCF come direttore della stazione di Grenoble. In seguito ha ricoperto diverse posizioni operative sulle linee fino al 2003, quando è stato nominato capo di Stato Maggiore del Presidente della SNCF Louis Gallois. Nel 2006 Keolis, filiale di SNCF, gli commissiona la realizzazione di un treno ad alta velocità per pendolari tra Londra e il Kent. Nel 2007 ha assunto l'incarico di responsabile della comunicazione operativa del gruppo SNCF, poi da aprile 2010 è diventato responsabile della comunicazione del gruppo SNCF fino a questo nuovo incarico.

## Presentazione delle attività
Nel 2013 le stazioni passeggeri sulla rete ferroviaria nazionale sono state oltre 3.000, di cui 383 stazioni e fermate sulla rete Transilien. Dieci milioni di persone passano attraverso le stazioni ogni giorno e nel 2023 ce ne saranno più di 13 milioni.
Nel 2014 ha registrato un fatturato di 1.208 milioni di euro.
Il gruppo impiega quasi 3.600 persone in quattro linee di business:
Sviluppo (29%);
Operazione / marketing (7%);
Gestione del sito / del patrimonio (19%);
Manutenzione/lavori (45%).